# XFOIL
XFOIL ist ein interaktives Programm zum Entwurf und zur Berechnung von Tragflächenprofilen im Unterschallbereich. Grundlage sind Koordinaten zur Definition des zweidimensionalen Profilquerschnitts, die Reynoldszahl und die Machzahl. XFOIL berechnet die Druckverteilung am Profil, Auftriebs- und Widerstandsbeiwerte. Auch der entgegengesetzte Weg ist möglich: Das Programm variiert das Flügelprofil, um gewünschte Parameter zu erreichen. Das Programm steht unter der freien Lizenz GNU GPL.

## Geschichte
XFOIL wurde in den 1980er Jahren von Mark Drela als Entwicklungstool im Daedalus-Projekt beim Massachusetts Institute of Technology programmiert. Die Weiterentwicklung erfolgte in Zusammenarbeit mit Weit Harold Youngren. Die aktuelle Version ist 6.99, aus dem Dezember 2013. Das Programm ist bis heute verbreiteter Nutzung.
Programmiersprache von XFOIL ist FORTRAN.

## Integration in andere Programme
Der Algorithmus von XFOIL wurde in andere Programme übernommen.
- XFOIL wurde in die Programmiersprache C++ übersetzt. In dieser Form wurde es zum Bestandteil des Programms XFLR5.[4] In diesem Programm wird die Berechnung der Kräfte an Profilen durch XFOIL für die Charakterisierung von ganzen Fluggeräten genutzt. Dabei ist XFLR5 besonders auf den Entwurf von Flugmodellen ausgerichtet.
- Für das Programm MATLAB wurde eine Implementierung unter dem Titel Xfoil for matlab[5] geschrieben.
- QBlade[6] implementiert XFOIL über XFLR5 für den Entwurf von Rotoren für Windkraftanlagen.